# Dale Carnegie
Dale Breckenridge Carnegie (Maryville, 24 novembre 1888 – Forest Hills, 1º novembre 1955) è stato uno scrittore e insegnante statunitense.
Promotore di numerosi corsi sullo sviluppo personale, vendita, leadership, corporate training, relazioni interpersonali e abilità di parlare in pubblico, fu autore di Come trattare gli altri e farseli amici (in inglese How to win friends and influence people), pubblicato in America nel 1936 dalla casa editrice Simon & Schuster e in Italia da Bompiani. L'opera, che ha venduto oltre quindici milioni di copie in tutto il mondo ed è tuttora popolare, è uno dei primi best seller nella storia dei libri sullo sviluppo personale. Scrisse numerose altre opere tra cui una biografia di Abraham Lincoln, intitolata Lincoln lo sconosciuto (in Inglese Lincoln the Unknown), pubblicata nel 1932 dalla casa editrice The Century Co.

## Biografia
Secondo figlio di James William Carnagey e Amanda Elisabeth Harbison, Dale Carnegie nacque nel 1888 a Maryville. Pur essendo cresciuto in una povera famiglia rurale, Dale Carnegie riuscì a frequentare la State Teacher's College a Warrensburg. Il suo primo lavoro, intrapreso appena terminati gli studi, fu quello di venditore di corsi per corrispondenza ai proprietari dei ranch. La sua carriera commerciale iniziò però nell'azienda Armour & Company per conto della quale vendeva bacon, strutto e sapone. Dale Carnegie si rivelò un venditore di talento, al punto di far diventare la sua zona, quella del South Omaha in Nebraska, leader a livello aziendale.
Dopo aver guadagnato $ 500, nel 1911 Dale Carnegie lasciò la Armour & Company per inseguire il sogno della sua vita, quello di diventare uno scrittore. Finì invece per trasferirsi a New York dove frequentò l'Accademia americana di arti drammatiche, ma ebbe poca fortuna come attore, sebbene la sua biografia narri che sia riuscito a interpretare il ruolo di Dr. Hartley in una serie di spettacoli itineranti di Polly of the Circus. Quando la tournée si concluse, fece ritorno a New York dove viveva, ormai disoccupato e al verde, alla YMCA di New York nella 125ª Strada; fu proprio li che iniziò a germogliare in lui l'idea di diventare oratore ed insegnante di public speaking. Riuscì a convincere il manager della YMCA ad organizzare il suo primo corso presso la struttura, promettendogli l'80% dei ricavi. Durante questa prima sessione Dale Carnegie, rimasto a corto di materiale, improvvisò chiedendo ai suoi primi partecipanti di parlare di qualcosa che “li faceva particolarmente arrabbiare”, scoprendo che questa tecnica permetteva anche alle persone più timide di parlare davanti ad un nutrito pubblico senza ansia e timore. Fu così che nel 1912 debuttò il primo Dale Carnegie Course. Con il suo corso, Dale Carnegie era riuscito a centrare in pieno il desiderio di ogni americano di avere più fiducia in se stesso e nel 1914 raggiunse il successo guadagnando $500 la settimana, l'equivalente odierno di $10000.
Probabilmente il successo di Dale Carnegie fu agevolato dall'idea di cambiare il suo cognome “Carnagey” in Carnegie, in un periodo in cui Andrew Carnegie (che non era imparentato con lui) era un nome particolarmente riconosciuto e rispettato. Dale fu addirittura in grado di affittare la famosa Carnegie Hall per alcune delle sue conferenze. La prima raccolta degli scritti di Dale Carnegie fu intitolata Public Speaking: a Practical Course for Business Man (1913), più tardi ripubblicata con il titolo Public Speaking and Influencing Men in Business (1932), tradotto in italiano in Come parlare in pubblico e convincere gli altri. Il coronamento del suo successo avvenne tuttavia nel 1936 quando la casa editrice Simon & Schuster pubblicò How to Win Friends and Influence People (Come trattare gli altri e farseli amici, Bompiani Italia). Il libro fu un enorme successo e diventò immediatamente un best seller che richiese ben 17 ristampe in pochi mesi. Nel 1955, quando Dale Carnegie morì, il libro era stato tradotto in 31 lingue, aveva venduto 5 milioni di copie e 450.000 persone avevano frequentato un corso al Dale Carnegie Institute.
Durante la prima guerra mondiale Dale Carnegie servì l'esercito americano. Il suo primo matrimonio con Lolita Baucaire terminò con un divorzio nel 1931. Il 5 novembre 1944 a Tulsa, in Oklahoma, sposò Dorothy Price Vanderpool, anch'ella divorziata. Ebbe due figlie: Rosemary, nata dal primo matrimonio, e Donna Dale, dal secondo. Dale Carnegie morì nella sua casa a Forest Hills, New York, il 1º novembre 1955. Fu sepolto nel cimitero di Belton, Cass Country in Missouri. Secondo la sua biografia ufficiale, scritta dalla Dale Carnegie & Associate, Inc., Dale Carnegie morì di linfoma di Hodgkin ed insufficienza renale.

## Pensiero
Dale Carnegie era profondamente convinto che ogni persona è in grado di crescere umanamente e professionalmente se motivata, preparata e allenata a utilizzare le capacità e il talento che naturalmente possiede. Ispirandosi ai famosi “principi”, nel corso dei decenni elaborò una serie di percorsi formativi finalizzati a stimolare ogni singolo individuo a scoprire risorse e talenti, liberando il potenziale spesso nascosto e sviluppando le aree strategiche utili a ottenere successo e miglioramenti duraturi nel tempo: le relazioni interpersonali, la leadership, l'arte di comunicare e di parlare in pubblico.
Ecco alcuni principi tratti da Come trattare gli altri e farseli amici alla base del pensiero di Dale Carnegie:
1. Non criticate, non condannate, non recriminate.
2. Siate prodighi di apprezzamenti onesti e sinceri.
3. Suscitate negli altri un desiderio intenso di fare ciò che proponete.
4. Interessatevi sinceramente agli altri.
5. Sorridete.
6. Ricordate che per una persona, in qualsiasi lingua, il suo nome è il suono più dolce e più importante che esista.
7. Siate buoni ascoltatori. Incoraggiate gli altri a parlare di se stessi.
8. Parlate di ciò che interessa agli altri.
9. Fate sentire importanti gli altri – e fatelo sinceramente.

## Opere principali
Nel corso della sua carriera Dale Carnegie scrisse numerosi libri, divenuti nel tempo punti di riferimento nel panorama della letteratura manageriale. Fra questi, il più noto è Come trattare gli altri e farseli amici, pubblicato nel 1936 dalla casa editrice Simon & Schuster e tradotto in Italia da Bompiani. Nel corso della narrazione, Dale Carnegie elabora consigli che hanno un immediato utilizzo pratico sul lavoro, in casa, negli affari e nei rapporti sociali in genere. L'autore stesso, nella prefazione originaria, definisce il libro “un manuale pratico di relazioni umane”, scritto per fornire alle persone gli strumenti per comprendere le altre persone. Nella fase preparatoria del libro Dale Carnegie lesse numerose bibliografie, tra le quali quelle di Giulio Cesare, Thomas Edison e Theodore Roosevelt, e intervistò persone famose come l'inventore Guglielmo Marconi, i politici Franklin D. Roosevelt e James Farley, l'uomo d'affari Owen D. Young, gli attori Clark Gable e Mary Pickford, l'esploratore Martin Johnson; da tutti voleva capire la tecnica che usavano nei rapporti interpersonali.
Il libro si compone di quattro parti, precedute dai “Nove consigli per ottenere il meglio da questo libro”, redatti sempre dall'autore:
- Parte prima - Tecniche fondamentali per trattare con la gente
- Parte seconda - Sei modi per farsi benvolere
- Parte terza - Come convincere il prossimo a condividere le vostre opinioni
- Parte quarta - Essere un leader: come far cambiare opinione agli altri senza offendere e suscitare risentimenti

Nel 2012, in occasione dei 100 anni dalla nascita del Dale Carnegie Course, la Dale Carnegie & Associates ha pubblicato How to win friends & influence people in the digital age (Come trattare gli altri e farseli amici nell'era digitale, edizioni Bompani Italia), rivisitando i contenuti del best seller scritto nel 1936 e adattandoli al contesto attuale, in cui le relazioni faccia a faccia, dirette ed immediate, sono sostituite da una molteplicità di relazioni virtuali, “in rete”, capaci di dematerializzare confini geografici e contatti personali. Partendo dai messaggi chiave e dai principi che l'autore riteneva indispensabile seguire per raggiungere il successo, il libro accompagna i lettori nell'attualizzazione dei concetti in ottica web oriented.

## Dale Carnegie Training
Dale Carnegie Training è una multinazionale specializzata in business training, consulenza e formazione. Ciascun corso erogato si propone di valorizzare il potenziale di ogni persona, sviluppando le aree strategiche utili ad ottenere risultati duraturi nel tempo, lavorando su abilità di relazione interpersonale, leadership, vendita, comunicazione e public speaking. Il più frequentato tra i vari percorsi formativi è il Dale Carnegie Course: comunicazione efficace e relazioni interpersonali, con il quale Dale Carnegie esordì nel 1912 come docente presso la YMCA di New York. Dale Carnegie Training è presente in più di 85 paesi al mondo, tra i quali l'Italia a partire dal 2002.

## Vita privata
Il suo primo matrimonio si concluse con un divorzio nel 1931. Il 5 novembre 1944 sposò la sua ex segretaria, Dorothy Price Vanderpool (1913–1998), anche lei divorziata. Vanderpool aveva due figlie; Rosemary, dal suo primo matrimonio, e Donna Dale dal suo matrimonio con Carnegie. Dorothy gestiva la compagnia Carnegie dopo la morte di Dale.
Carnegie morì di malattia di Hodgkin il 1 novembre 1955 nella sua casa di Forest Hills, New York. Fu sepolto nel cimitero di Belton, Cass County, Missouri.

## Opere
- "Come parlare in pubblico e convincere gli altri" ("Public Speaking and Influencing Men in Business", 1913, Dale Carnegie)
- "Lincoln lo sconosciuto" ("Lincoln the Unknown", 1932, Dale Carnegie)[1]
- "Come trattare gli altri e farseli amici" ("How to Win Friends and Influence People", 1936, Dale Carnegie)[2]
- "Come vincere lo stress e cominciare a vivere" ("How to Stop Worrying and Start Living", 1948, Dale Carnegie)[3]
- "Come godersi la vita e lavorare meglio" ("How to Enjoy Your Life and Your Job": Selections from "How to Win Friends and Influence People" and "How to Stop Worrying and Start Living", 1987, Dale Carnegie & Associates)
- "Scopri il Leader che è in te" ("The leader in you", 1990, Dale Carnegie & Associates)
- "Come trattare gli altri e farseli amici nell'era digitale" ("How to win friends and influence people in the digital age", 2012, Dale Carnegie & Associates).
- "Come costruire relazioni positive ed essere convincenti"